# Verkehrskontrolle

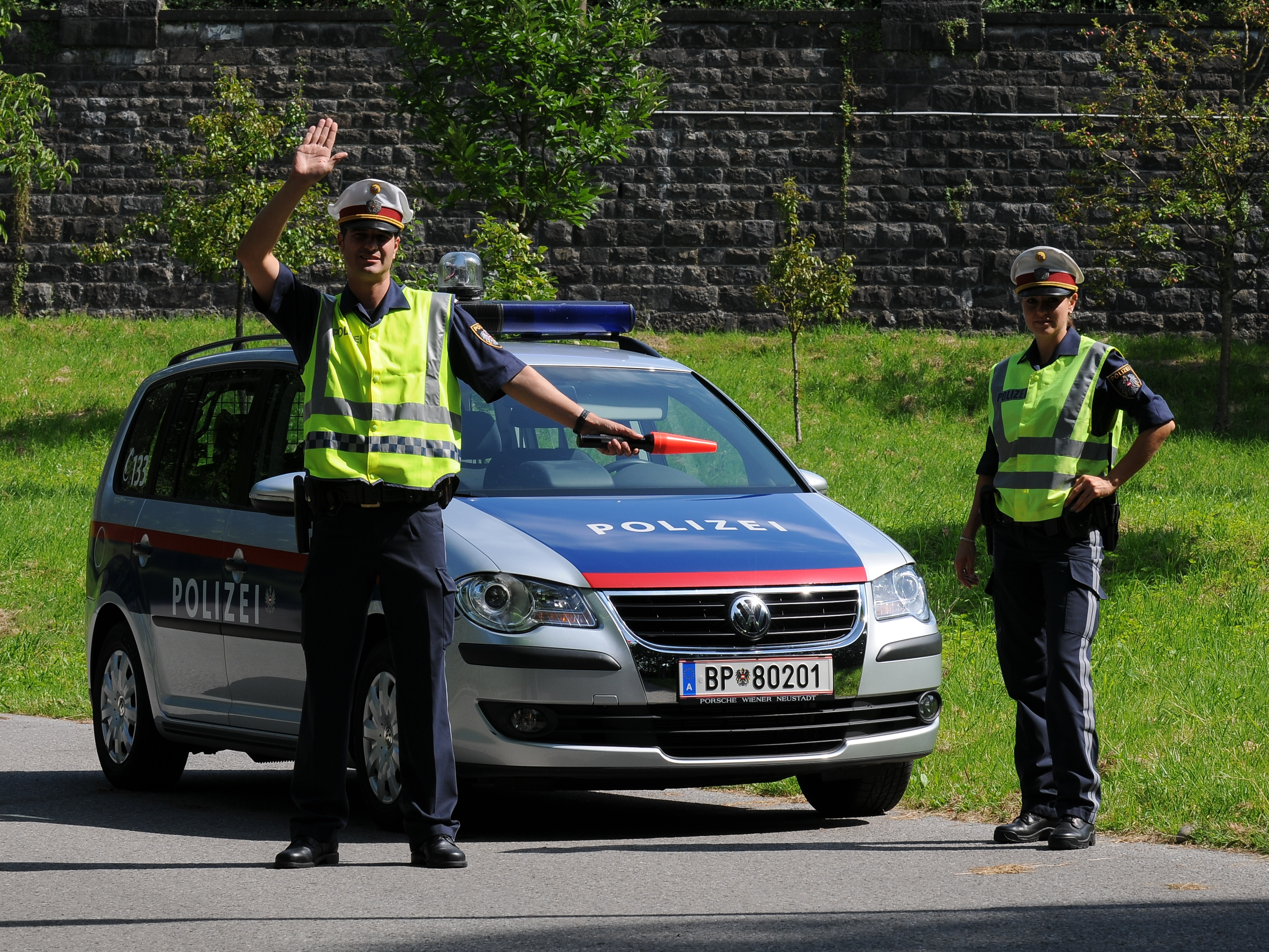
Anhaltezeichen der österreichischen Bundespolizei

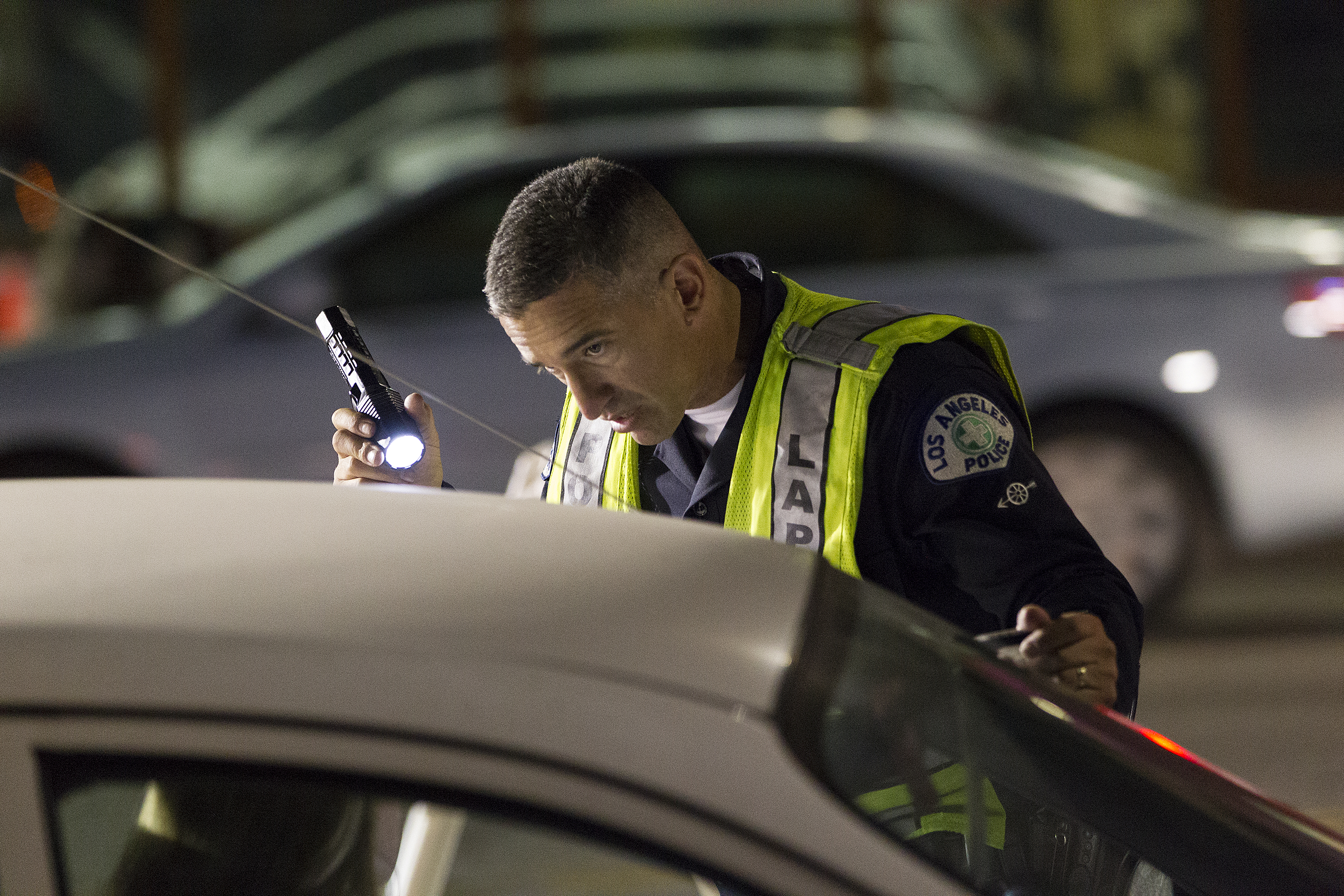
Polizist bei einer Verkehrskontrolle in Los Angeles

Eine Verkehrskontrolle ist das hoheitliche Anhalten und Kontrollieren eines Verkehrsteilnehmers im öffentlichen Verkehrsraum durch Polizeivollzugsbeamte. Im Wesentlichen ist damit die Überprüfung der Fahrtüchtigkeit, der nach den Verkehrsvorschriften mitzuführenden Dokumente sowie des Zustandes, der Ausrüstung und der Beladung des Fahrzeugs gemeint. Weiterhin umfasst sie das Anhalten zu Zwecken der Verkehrserhebung und im Allgemeinen zur Strafverfolgung und zur Gefahrenabwehr. Rechtlich wird zwischen verdachtsunabhängigen (auch allgemeine Verkehrskontrolle, Routinekontrolle oder Fahrzeugkontrolle genannt) und anlassbezogenen Kontrollen unterschieden. Übergeordnetes Ziel ist in den meisten Fällen die Gewährleistung der Verkehrssicherheit (Sicherheit im Straßenverkehr).
Neben der Verkehrskontrolle durch die Polizei können Kontrollen im Straßenverkehr auch durch andere Behörden, wie beispielsweise dem Zoll (siehe Zollkontrolle), durchgeführt werden. Diese können sich in der Art und dem Umfang jedoch grundlegend unterscheiden.

## Anhalteprozess und Kontrollort
Das Zeichen zum Anhalten durch Polizeivollzugsbeamte muss geeignet und deutlich erkennbar sein. Anhaltezeichen können unter anderem durch verbales Auffordern, Gestik, geeignete technische Einrichtungen am Funkstreifenwagen (bspw. Anhaltesignalgeber, Yelp-Signal, Martinshorn und Blaulicht), eine Winkerkelle oder eine rote Leuchte gegeben werden. Die Wahl des geeigneten Zeichens ist dabei häufig situationsabhängig. Eine Kombination von Anhaltezeichen- und signalen ist ebenfalls zulässig.
Die Bestimmung des Kontrollorts obliegt hierbei den durchführenden Polizeivollzugsbeamten. Diese wählen im Sinne der Eigensicherung, zum Schutz der betroffenen Personen und im Sinne der Leichtigkeit des Verkehrs meist einen genügend ausgeleuchteten und verkehrsruhigen Ort, wie beispielsweise einen Parkplatz oder eine Nebenstraße. Auch eine Verkehrskontrolle auf Privatgrundstücken ist zulässig. Eine Verkehrskontrolle auf Bundesautobahnen, Bundesstraßen und Landesstraßen ist hingegen unüblich. Hält die betroffene Person an einer – aus Sicht der Polizeibeamten – ungeeigneten Stelle, so kann sie verbal oder durch technische Einrichtungen („Bitte folgen“) dazu aufgefordert werden, an einen anderen Ort zu fahren.
Neben der Verpflichtung anzuhalten, besteht für Verkehrsteilnehmer das Gebot, eine angemessene Zeit zu warten, bis die Beamten an das Fahrzeug herangetreten sind. Die Missachtung dieser Pflichten stellt in Deutschland eine Verkehrsordnungswidrigkeit dar.
In Österreich ist das Nachfahren mit Blaulicht und Folgetonhorn kein legitimes Mittel für eine Anhaltung eines davor fahrenden Fahrzeuges, wird aber dennoch immer wieder praktiziert.

## Varianten der Verkehrskontrolle, Inhalte und Rechtsgrundlagen
Bei einer Verkehrskontrolle unterscheidet man im Wesentlichen zwischen verdachtsunabhängigen und anlassbezogenen Kontrollen. Dabei bestimmen Ziel und Zweck der Maßnahme die Eingriffsermächtigung. Insbesondere bei anlassbezogenen Kontrollen können sich die geltenden Befugnisse überschneiden, was als doppelfunktionale Maßnahmen bezeichnet wird.

### Verdachtsunabhängige Kontrolle
Die Rechtsgrundlage für eine verdachtsunabhängige Kontrolle ergibt sich aus dem § 36 Abs. 5 der Straßenverkehrs-Ordnung (StVO). Die Maßnahme hat rein präventiven Charakter. Die Befugnisnorm stützt sich dabei nicht auf die Gefahrenabwehrgesetze der Länder, da die Straßenverkehrs-Ordnung als Bundesrechtsverordnung die speziellere Norm darstellt. § 36 Abs. 5 lautet:
Die Maßnahme betrifft alle Verkehrsteilnehmer, wobei in den meisten Fällen Fahrzeugführer im Fokus stehen und Fußgänger eine untergeordnete Rolle einnehmen. Gemäß § 36 Abs. 5 StVO sind Polizeibeamte befugt, Verkehrsteilnehmer anzuhalten, um deren Verkehrstüchtigkeit zu überprüfen und Verkehrserhebungen durchzuführen. Gemäß dieser Bestimmung haben Verkehrsteilnehmer außerdem bestimmte Weisungen von Polizeibeamten zu befolgen (nicht abschließend):
- Das Radio auszustellen
- Aus dem Fahrzeug auszusteigen
- Die Beleuchtungseinrichtungen zu betätigen (beispielsweise Abblendlicht oder Bremsleuchte)
- Die Fahrtrichtungsanzeiger zu betätigen
- Im Schwerlastverkehr die Fahrerkarte auszuhändigen

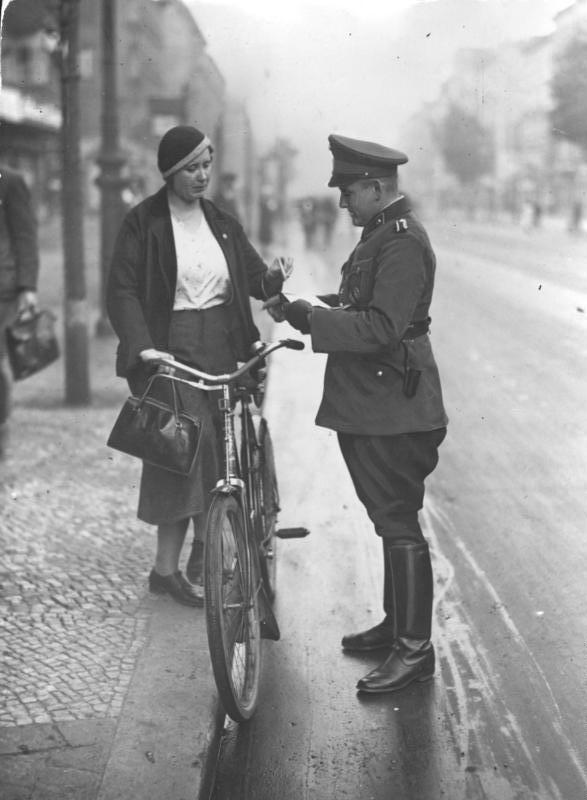
Überprüfung der Personalien einer Radfahrerin in der Berliner Chausseestraße, 1934

Zusätzlich ergeben sich aus spezielleren Befugnisnormen weitere Pflichten (nicht abschließend):
- Den Führerschein auszuhändigen (§ 4 Abs. 2 Satz 2 FeV)
- Die Zulassungsbescheinigung Teil I (auch Fahrzeugschein genannt) auszuhändigen (§ 13 Abs. 6 FZO).
- Erste-Hilfe-Material, eine Warnweste und ein Warndreieck vorzuzeigen (§ 31b StVZO).

Polizeibeamte können ihr Haltegebot notfalls mit unmittelbarem Zwang durchsetzen, wobei der Grundsatz der Verhältnismäßigkeit die Wahl der Zwangsmittel bestimmt. Verkehrsteilnehmer haben lediglich den Anweisungen nachzukommen, die unmittelbar der Durchführung der Verkehrskontrolle dienen. Nach der Verwaltungsvorschrift zur Straßenverkehrs-Ordnung (VwV-StVO) dürfen verdachtsunabhängige Verkehrskontrollen nur von Polizeivollzugsbeamten durchgeführt werden, die als solche erkennbar sind.
Gemäß § 111 OWiG müssen Fragen von Polizeibeamten nur zur Person beantwortet werden.

### Anlassbezogene Verkehrskontrolle

#### Strafrecht und Ordnungswidrigkeitenrecht
Die anlassbezogene Kontrolle zur Erforschung strafbarer Handlungen weist im Gegensatz zur allgemeinen Verkehrskontrolle ausschließlich einen repressiven Charakter auf. Eine wesentliche Voraussetzung für die Durchführung dieser Maßnahme ist daher das Vorliegen eines Anfangsverdachts. Dieser kann sich auf den Fahrzeugführer beziehen, etwa beim Verdacht der Trunkenheit im Verkehr. Es kann aber auch das geführte Fahrzeug betreffen, wie beispielsweise den Verdacht eines Pflichtversicherungsverstoßes oder die Feststellung defekter Beleuchtungen am Pkw. Darüber hinaus kann sich der Anfangsverdacht auch auf andere Fahrzeuginsassen als den Fahrzeugführer erstrecken. Die Befugnis ergibt sich aus dem § 163 Abs. 1 Strafprozessordnung (StPO): 
Bei dem Verdacht einer Ordnungswidrigkeit ergibt sich die Rechtsgrundlage aus den §§ 163 Abs. 1. StPO in Verbindung mit 46 Abs. 1 Gesetz über Ordnungswidrigkeiten (OWiG):
Die Befugnis zur Verfolgung von Ordnungswidrigkeiten wird in der Rechtswissenschaft auch als Transmissionsklausel bezeichnet und befähigt Polizeibeamten die im Strafrecht geltenden Eingriffsermächtigungen – soweit sachgerecht, geboten und verhältnismäßig – auch auf das Ordnungswidrigkeitenrecht anzuwenden.

### Kontrollstellen
Die polizeiliche Kontrollstelle stellt eine spezielle Form der anlassbezogenen Verkehrskontrolle dar, die in den Gesetzen besonders geregelt ist. Die Befugnisnorm für diese Maßnahme ergibt sich je nach Ziel und Zweck entweder aus der Strafprozessordnung oder den Gefahrenabwehrgesetzen der Länder. Aufgrund der weiterführenden Befugnisse von Polizeibeamten innerhalb einer Kontrollstelle im Vergleich zu anderen Verkehrskontrollen sind die Ermächtigungen streng definiert, insbesondere in Bezug auf die Einrichtung solcher Kontrollstellen. Die Ermächtigung zum Zwecke der Strafverfolgung ergibt sich aus § 111 Abs. 1 Satz 1 StPO: 
Die Ermächtigung zur Gefahrenabwehr ergibt sich aus den einzelnen Gefahrenabwehrgesetzen der Länder. In Niedersachsen ergibt sich die Befugnis samt Voraussetzungen beispielsweise aus § 14 Abs. 1 NPOG:
1. eine Straftat von erheblicher Bedeutung,
2. eine Straftat nach den § 125 oder § 125a des Strafgesetzbuchs,
3. eine Straftat nach § 20 des Vereinsgesetzes oder
4. eine Straftat nach § 20 Abs. 1 Nr. 1 oder Abs. 2 Satz 1 Nrn. 4 bis 6 des Niedersächsischen Versammlungsgesetzes

## Tests im Rahmen einer Verkehrskontrolle
Die Teilnahme an einem Alkoholtest („Pusten“), einem Drogenschnelltest oder sonstigen körperlichen Tests (beispielsweise Romberg-Test) sind ohne Ausnahme freiwillig. Liegt ein begründeter Anfangsverdacht einer strafbaren Handlung (z. B. Trunkenheit im Verkehr nach § 316 StGB oder der 0,5 Promille-Grenze nach § 24a StVG) vor, so kann beim Fahrzeugführer bzw. Beschuldigten/Betroffenen – auch gegen dessen Willen – eine Blutentnahme angeordnet und durchgeführt werden. Die Blutentnahme ist eine körperliche Untersuchung im Sinne des § 81a Strafprozessordnung und dient ausschließlich der Verfolgung einer Straftat oder Ordnungswidrigkeit: 
Der Anfangsverdacht kann beispielsweise durch auffällige Fahr- oder Sprechweise, vergrößerte Pupillen, Atemalkoholgeruch, motorische oder kognitive Schwierigkeiten und Ähnliches begründet sein. Diese Feststellungen werden auch als Ausfallerscheinungen bezeichnet. Seit 2017 liegt die Anordnungskompetenz einer Blutentnahme nach § 81a StPO, auch wenn keine Gefahr im Verzug besteht, bei den Polizeibeamten selbst. Eine richterliche Anordnung entfällt somit bei dem Verdacht von Trunkenheitsdelikten. Zur Durchführung der Blutentnahme kann der Betroffene beispielsweise in eine Arztpraxis, ein Krankenhaus oder auf die Polizeidienststelle verbracht werden; bei Weigerung ist die Erzwingung, und in der Regel die damit verbundene vorläufige Festnahme, zulässig. Die Blutentnahme muss von einem Arzt nach den Regeln der ärztlichen Kunst zu Untersuchungszwecken vorgenommen werden.

## Sonstige Kontrollen
Besonderheiten sind Kontrollen der Sozialvorschriften im Straßenverkehr, die nicht zu den Verkehrskontrollen nach der StVO zählen. Diese Kontrollen dürfen auch durch andere Behörden durchgeführt werden, zum Beispiel durch den Zoll und das Bundesamt für Logistik und Mobilität.